# Tony Bellew
Tony Bellew (ur. 30 listopada 1982 w Liverpoolu) – brytyjski bokser wagi półciężkiej, junior ciężkiej i ciężkiej, były mistrz świata WBC w kategorii junior ciężkiej.

## Kariera zawodowa
Karierę zawodową rozpoczął 6 października 2007 roku nokautując w drugiej rundzie Jamiego Amblera.
15 października 2011 roku po wygraniu kolejnych szesnastu zawodowych pojedynków raz pierwszy stanął przed szansą wywalczenia tytułu zawodowego mistrza świata w kategorii półciężkiej, mając za rywala Nathana Cleverly'ego (22-0, 11 KO). Po bardzo wyrównanym boju przegrał tę walkę na punkty (112-117, 114-114, 113-116).
30 listopada 2013 roku stanął do walki o tytuł mistrza świata federacji WBC w wadze półciężkiej, mierząc się z Adonisem Stevensonem (22-1, 19 KO). Przegrał przez TKO w 6 rundzie.
12 grudnia 2015 w 02Arena w Londynie po wyrównanym pojedynku o wakat mistrza Europy pokonał Polaka Mateusza Masternaka (36-4, 26 KO). Sędziowie punktowali 115:113 i dwukrotnie 115:112. Tym samym został nowym mistrzem Europy kategorii junior ciężkiej.

### Walka z Ilungą Makabu o mistrzostwo świata federacji WBC
Mistrz świata Grigorij Drozd dwukrotnie wycofał się z powodu kłopotów zdrowotnych z konfrontacji z reprezentantem Konga. Władze WBC postanowiły nadać Rosjaninowi status "Mistrza w zawieszeniu" i wytypować Ilungę Makabu (19-1, 18 KO) do walki o wakat z kolejnym zawodnikiem w rankingu, Bellewem. Walka odbyła  się 29 maja 2016 na stadionie Goodison Park  w Liverpoolu. Na początku trzeciej rundy Brytyjczyk znokautował faworyzowanego pięściarza z Kongo, zdobywając tytuł mistrza świata.
4 marca 2017 w londyńskiej O2 Arena Bellew udanie zadebiutował w wadze ciężkiej, pokonując faworyzowanego Davida Haye'a przez techniczny nokaut w jedenastej rundzie. W rewanżu 5 maja 2018 w O2 Arena ponownie pokonał Haye'a przez TKO, tym razem w piątej rundzie.

### Walka z Oleksandrem Usykiem o mistrzowskie pasy federacji WBC, WBA, IBF oraz WBO
10 listopada 2018 rok w Manchesterze doszło do jego pojedynku o mistrzowskie pasy federacji WBC, WBA, IBF oraz WBO wagi junior ciężkiej z Oleksandrem Usykiem (16-0, 12 KO). Początek walki należał do niego, ale w drugiej części pojedynku Ukrainiec opanował sytuację i znokautował go w ósmej rundzie, skutecznie broniąc mistrzowskich tytułów. Po walce Bellew ogłosił zakończenie sportowej kariery.